# 3 ідіоти
«3 ідіоти» (англ. 3 idiots) — індійська комедія Раджкумара Хірані. Фільм став найкасовішим боллівудським фільмом. Перший індійський фільм, який вийшов у великий прокат у Китаї, що довело збори до $23,9 млн. Картина отримала безліч престижних кінонагород. Це вільна адаптація роману індійського письменника Четана Бхагата.
На 1 березня 2024 року фільм займав 88-му позицію у списку 250 кращих фільмів за версією IMDb.

## Сюжет
Фархан Куреші (Мадхаван) розповідає історію про себе та своїх друзів — Раджу Растогі (Шарман Джоші) та Ранчодаса «Ранчо» Шалмадаса Чанчада (Аамір Хан), студентів Імператорського Інженерного Коледжу, одного з найкращих закладів Індії. Фархан мріє працювати фотографом дикої природи, але вступає на інженерний факультет, щоб не розчаровувати свого батька. У Раджу інша проблема — в його сім'ї важке фінансове становище, і він сподівається знайти після закінчення коледжу гарну роботу. І лише Ранчо навчається тут за покликом серця — він обожнює все, що пов'язано з механікою.
З першого ж погляду директор коледжу, професор Віру Сахастрабудхе (Боман Ірані), зненавидів Ранчо — через його новаторський та зухвалий погляд на усе — від навчання до розуміння предмета самої інженерії. Ранчо вважає, що навчання, яке базується на страхові та бездумному завчанню підручників повністю неефективне, і студентам потрібно дозволяти проявляти свою креативність. «Вірус» (як називає декана Ранчо), усіляко намагається зламати студентів, бувши упевненим, що виживають лише найсильніші, а слабких потрібно відкидати убік ще на стадії навчання. Його дії приводять до самогубства одного з обдарованих студентів та приятелів Ранчо — Джоя Лобо. Ранчо глибоко переживає його смерть і звинувачує у ній Віруса.
Але є ще один студент, якому модель навчання Віруса підходить на всі 100 — це Чатур Рамалінгам (Омі Вайдя). Ранчо з друзями звуть його Глушник через те, що він полюбляє псувати повітря. Усі професори коледжу відзначають Чатура як здібного учня, через те, що він дослівно завчає підручники та декламує їх. Чатур хоче стати найкращим, тому робить дрібні підлі вчинки, щоб на його фоні інші учні виглядали нездарами. Коли Глушнику дають можливість виступити на святі коледжу перед спонсорами та впливовими гостями, він вирішує зробити промову на хінді, хоча володіє нею не дуже добре, через те, що виріс за межами Індії. Тому текст йому пише один з робітників бібліотеки, а Чатур її завчає без розуміння самого тексту. Ранчо, щоб провчити Глушника, змінює у промові кілька слів — таким чином він показує Фархану та Раджу, наскільки неефективне бездумне завчання тексту. Ставши посміховиськом перед усім факультетом та високопоставленими гостями, Чатур обіцяє помститися. Він дає присягання — рівно через 10 років він знову зустрінеться з Ранчо, Фарханом та Раджу і покаже, яких неймовірних успіхів він досяг, на відміну від трьох друзів.
Тим часом Ранчо закохується в Пію (Карина Капур), яка виявляється дочкою Віруса. Ранчо допомагає їй зрозуміти справжню меркантильну сутність її нареченого Сухаза. Але не зважаючи на свої почуття та на почуття до нього самої дівчини, Ранчо чомусь не відкривається їй.
Ранчо стає найкращим студентом, що дуже не подобається директору. В той час його друзі заледве беруть необхідні прохідні бали.
На останньому курсі коледжу Вірус укладає з Ранчо парі — якщо Раджу та Фархан після випуску коледжу знайдуть роботу, він позбудеться своєї гордості — вусів. Вірус намагається зламати найслабшого друга Ранчо — Раджу. І йому це вдається — Раджу стрибає з вікна кабінету декана. Довгий час він знаходиться між життям та смертю, і лише любов і підтримка друзів допомагають йому встати на ноги.
Завдяки Ранчо друзі віднаходять свій шлях — Фархан знаходить у собі сили поговорити з батьками та відкритися у своїй любові до фотографії, а Раджу позбувається своїх страхів щодо того, що він не зможе забезпечити свою сім'ю. Але Вірус має останній козир — не дати Раджу скласти екзамен. Про це дізнається Пія. Вона краде ключі від кабінету батька та підбиває Ранчо вкрасти екзаменаційні білети. Але Вірус довідується про це та виганяє Ранчо з коледжу, не дав йому змоги скласти випускні екзамени. Пія звинувачує свого батька в тому, що її брат скоїв суїцид через те, що той не дозволив йому бути тим, ким він хотів.
В той самий час в іншої доньки Віруса — Мони (Mona Singh), починаються пологи, але через сильну зливу вона не може потрапити у лікарню. Дівчині дуже погано, вона втрачає свідомість. Лише завдяки Ранчо та його кмітливості дитина Мони з'явилася на світ. А Вірус нарешті зміг подивитися на Ранчо з іншого боку — як на розумного, чуйного та винахідливого юнака, здатного знайти вихід з будь-якої ситуації. Він дарує йому ручку, яку самому Вірусу подарував його наставник. Цю ручку декан хотів подарувати найбільш обдарованому студенту, якому вдалося б його вразити, і цією людиною виявився Ранчо. Професор дозволяє Ранчо скласти екзамени.
У день вручення дипломів усі щасливі. Ранчо сідає у таксі та… більше його ніхто не бачив! Друзі збилися з ніг, намагаючись знайти хоча б якісь відомості про нього, але марно.
Минає десять років. У житті Фархана та Раджу з'являється Чатур з твердим наміром довести трьом друзям, що саме він став найуспішнішим з них. Він повідомляє, що знає, де знаходиться Ранчо. Втрьох вони їдуть на пошуки зниклого друга. Ця подорож дозволить їм дізнатися багато нового, а також зрозуміти, що Ранчо від них приховував. Вони відвідають похорони, зірвуть весілля Пії та знайдуть нарешті свого друга Ранчо. Який насправді зовсім не Ранчо!

## У ролях
| Актор          | Роль                                                     |
| -------------- | -------------------------------------------------------- |
| Аамір Хан      | Ранчодас «Ранчо» Шаймалдас Чанчад / Чоте / Фуншук Вангду |
| Карина Капур   | Піа Сахастрабудхе                                        |
| Мадхаван       | Фархан Куреші Оповідач                                   |
| Шарман Джоші   | Раджу Растогі                                            |
| Боман Ірани    | директор Віру «Вірус» Сахастрабудхе                      |
| Омі Вайдя      | Чатур «Глушник» Хамалінгам                               |
| Рахул Кумар    | Манмохан «Міліметр»/«Сантиметр»                          |
| Алі Фазаль     | Джой Лобо                                                |
| Мона Сінх      | Мона Сахастрабудхе дочка Віруса                          |
| Саняй Лафонт   | Сухаз Тандон наречений Пії                               |
| Парикшит Сахні | містер Куреші батько Фархана                             |
| Фаріда Даді    | місіс Куреші мати Фархана                                |
| Мукунд Батт    | містер Растогі батько Раджу                              |
| Амардіп Я      | місіс Растогі мати Раджу                                 |
| Джавед Джаффрі | справжній Ранчодас Шаймалдас Чанчад                      |
| Арун Балі      | Шаймалдас Чанчад обатько справжнього Ранчодаса           |
| Акіль Мішра    | бібліотекар містер Дубей                                 |

## Фільмування
Зйомки фільму розпочалися 28 червня 2008 року. Фільмування проходили в Делі, Бангалорі, Мумбаї, Ладакхі та Шимлі. Раджкумар Хірані збирався закінчити зйомки у грудні 2008 року. Але через погані погодні умови фільмування останньої сцени у Шимлі прийшлось відкласти на цілий рік. Протягом 33 днів проходили зйомки фільму в Індійському інституті Бангалора, в умовах другого графіку фільмування.

## Саундтрек
Автор слів Сванандом Кіркіре, автор музики Шантану Мойтра. 
| #  | Назва                     | Виконавці                              | Тривалість |
| -- | ------------------------- | -------------------------------------- | ---------- |
| 1. | «Aal Izz Well»            | Сону Нігам, Шаан, Сванад Кіркіре       | 4:36       |
| 2. | «Zoobi Doobi»             | Сону Нігам, Шрея Гхошал                | 4:08       |
| 3. | «Behti Hawa Sa Tha Woh»   | Шаан, Шантану Мойтра                   | 5:01       |
| 4. | «Give Me Some Sunshine»   | Сурадж Джаган, Шарман Джоші            | 4:07       |
| 5. | «Jaane Nahin Denge Tujhe» | Сону Нігам                             | 3:32       |
| 6. | «Aal Izz Well» (Ремикс)   | Сону Нігам, Шаан, Сванад Кіркіре       | 4:41       |
| 7. | «Zoobi Doobi» (Ремикс)    | Сону Нігам, Джайве Самсон, Шрея Гхошал | 3:29       |

Закадрові пісні виконувала Шрея Гхошал.

## Факти
- У фільмі використаються реальні винаходи маловідомих жителів Індії: Ремя Хосе, студент зі штату Керала, який винайшов вправу-велосипед/пральну машину; Мохаммад Ідріс, перукар з Мірут, який винайшов велосипед-живлення, Джахангір Художник, який винайшов самокатний борошномельний млин[13].
- На момент фільмування у цьому фільмі, Ааміру Хану, який зіграв роль молодого студента Ранчо, було 44 роки.